# Хочу жить
«Хочу жить» (укр. Хочу жити) — украинский государственный проект, помогающий военным из России и Беларуси и мобилизованным на оккупированных территориях, принимающим участие во вторжении в Украину, безопасно сдаться в плен. В рамках проекта работают горячая линия, сайт, телеграм-канал и телеграм-бот.
Проект управляется Координационным штабом по вопросам обращения с военнопленными министерства обороны Украины и курируется Главным управлением разведки. «Хочу жить» был запущен 18 сентября 2022 года, к лету 2024 года в рамках проекта сложили оружие около 300 человек. Для получения помощи в сдаче российским военнослужащим или попадающим под мобилизацию необходимо оставить заявку с личными данными в телеграм-боте, а оказавшись на территории Украины — следовать предоставленным инструкциям. Как утверждали представители проекта, на горячую линию обращаются не только желающие сдаться в плен, но и военнослужащие, который хотят передавать украинской стороне ценную информацию.
«Хочу жить» обещает военнопленным обращение в соответствии с Женевскими конвенциями, трёхразовое питание, медицинское обслуживание, юридические консультации и связь с родственниками. Сложивших оружие с помощью проекта регистрируют как сдавшихся в плен в бою, чтобы защитить их от уголовного преследования за добровольную сдачу в плен в России. Военнопленные могут вернуться на родину в рамках очередного обмена или остаться в этом статусе до конца войны и запросить убежище в Украине или другой стране.

## Порядок сдачи в плен
Первый шаг, который необходимо совершить военнослужащему или попадающему под мобилизацию — связаться с «Хочу жить» через круглосуточную горячую линию, мессенджер или сайт. После этого он должен внести личные данные в анкету и декларировать нежелание воевать против Украины. С этого момента он считается «предварительно сдавшимся», а информация о нём передаётся в единую базу и проходит проверку. После заполнения анкеты оператор передаёт принявшему решение о сдаче дополнительные инструкции, которым тот должен следовать после (или в случае) отправки в Украину.
Находясь в Украине, военнослужащий вновь связывается с сотрудниками «Хочу жить» (на случай, если командование отбирает у солдат телефоны, проект рекомендует спрятать второе устройство) и получает рекомендацию по безопасному выходу к его позиций, координаты места встречи и инструкции по сдаче в плен украинским военным. Иногда российские военнослужащие «сдаются дронам»: в назначенное время в назначенном месте их встречает БПЛА, который ведёт сложившего оружие и продемонстрировавшего мирные намерения солдата на место встречи с силами специальных операций Украины.
Во время сдачи в плен военнослужащий должен быть без оружия или с оружием в не боевом положении (на левом плече, со снятым магазино и стволом, опущенным в землю), без шлема и бронежилета, с белой тканью или флагом. Если сдаётся подразделение, первым к украинским военным должен выходить старший по званию, а остальные должны встать на колени в линию за ним. Если подразделение сдаётся вместе с техникой, орудийная башня должна быть повёрнута назад, а ствол орудия — направлен вниз. 
После сдачи и первичного осмотра и опроса военнослужащий получает статус военнопленного и соответствующие права. Сдавшихся добровольно регистрируют как пленённых в бою, что сохраняет за ними все выплаты и льготы, предусмотренные российскими законами, а также защищает от уголовного преследования за добровольную сдачу в плен.
«Хочу житью обещает сложившим оружие содержание в соответствии с требованиям Женевской конвенции по обращению с военнопленными, трёхразовое питание, медицинское обслуживание, юридическое сопровождение и связь с родственниками. В дальнейшем они могут вернуться в Россию в рамках обмена или остаться в статусе военнопленного до конца войны и в дальнейшем запросить убежище в Украине или другой стране.

## История
В первые месяцы полномасштабного российского вторжения Национальная полиция Украины открыла горячую линию, где российские военнослужащие, которые не хотели участвовать в войне, могли получить информацию о безопасной сдаче в плен. В дальнейшем проект перешёл под управление Координационного штаба по обращению с военнопленными (созданного в мае 2022 года) и получил статус государственного. 18 сентября при поддержке Главного управления разведки Министерства обороны Украины начал работать проект «Хочу жить» — круглосуточная горячая линия для военнослужащих и их родственников, которые искали информацию о возможности сдаться в плен.
«Хочу жить» был запущен за несколько дней до начала мобилизации в России и уже за первый месяц обработал около 3 тысяч обращений. 5 октября 2022 года через «Хочу жить» сдался первый военнослужащий — 26-летний мобилизованный из Орска. За год с момента запуска, как следовало из заявлений представителей «Хочу жить», сайт проекта посетили более 46 млн раз, всего было обработано более 22 тысяч обращений.
Наибольшее число запросов о сдаче в плен поступило из Москвы, Санкт-Петербурга, Краснодарского края и Нижегородской области. Рост числа обращений пришёлся на значимые внутриполитические события в России или события на фронте в Украине — контрнаступления ВСУ в Херсонской области в 2022 году или ожидание контрнаступления летом 2023 года.
Чтобы донести до российских военнослужащих информацию о возможности безопасно сдаться в плен, украинские военные использовали массовые СМС-рассылки, сообщения по телевидению и радио, а также обстреливали российские позиции снарядами с тысячами агитационных листовок. Уже к декабрю 2022 года у телеграм-канала «Хочу жить» было более 40 тысяч подписчиков из России и с оккупированных территорий. В числе прочего в телеграм-канале публикуются истории российских военнопленных, которые сложили оружие через «Хочу жить» и согласились на публикацию информации о себе. 
В августе 2023 года «Хочу жить» объявил о готовности помогать российским политзаключённым, которых преследуют за антивоенную позицию и поддержку Украины. Предполагалось, что они могут быть обменяны на коллаборантов, в дальнейшем украинская сторона обещала помощь в получении убежища в странах Европы.
Всего с сентября 2022 года по июнь 2024 года через «Хочу жить» добровольно сложили оружие 300 военнослужащих, около 1000 были в ожидании. Известным кейсом работы «Хочу жить» стала операция ГУР МО Украины «Барыня», в ходе которой российский офицер помог безопасно сдаться в плен 11 российским военнослужащим, а когда в отношении него появились подозрения — сам сдался Силам специальных операций Украины и передал ценную информацию.

## Социальный портрет
Представители «Хочу жить» отмечали, что большинством обратившихся в проект двигали схожие мотивы: нежелание воевать против Украины, страх попасть в тюрьму в России, а в случае уже находящихся в зоне боевых действий — плохое отношение и угрозы со стороны стоящих выше по званию). Типичный портрет «предварительно сдавшегося» — мужчина в возрасте 25—40 лет с семьёй, стабильной работой или бизнесом, планами на жизнь. Как правило, он не верит пропаганде, но и не придерживается открыто оппозиционных взглядов. Не имеет достаточно средств, чтобы при необходимости коррупционно избежать мобилизации. Из личных убеждений не хочет идти на войну, убивать или быть убитым.

## Реакция России
Российские власти препятствовали работе горячей линии и интернет-ресурсов «Хочу жить». Номера проекта становились недоступны для звонков из России, а сайт — блокировался Роскомнадзором по требованию Генпрокуратуры (только за первый год было заблокировано 256 зеркал).